# K-12
k-12 — второй студийный альбом американской певицы Мелани Мартинес. Название происходит от выражения «from kindergarten to 12th class», то означает весь период школьного образования в Соединённых Штатах Америки — с детского сада до 12 класса. Альбом выполнен в жанрах альтернативный поп, арт-поп и инди-поп. Он был выпущен 6 сентября 2019 года музыкальным лейблом Atlantic Records в форматах цифровой загрузки, CD и винила. Несмотря на отсутствие официальных синглов, альбом сопровождался одноимённым фильмом «K-12», написанным и срежиссированным самой Мартинес.

## Концепт
Концепция альбома «K-12» заключается в том, что каждая песня соответствует одному из классов американской школы. Исключением является первая композиция — «Wheels on the Bus», которая описывает поездку в школу.
Например:
- 2-я песня — «Class Fight» — о первом классе;
- 6-я песня — «Drama Club» — о пятом классе;
- 13-я песня — «Recess» — о двенадцатом классе

В текстах песен Мелани Мартинес поднимает темы насилия в системе образования, перегрузки школьников обязанностями, трудностей переходного возраста. В некоторых композициях она также метафорически затрагивает вопросы мировой политики.

## Фильм
Одноимённый фильм — визуализация альбома «K-12», в котором Мелани Мартинес исполнила главную роль героини по имени Cry Baby. Сюжет рассказывает о её сверхъестественных способностях, событиях в школе Sleepaway School и поиске друзей и союзников. Фильм был выпущен только на английском языке.

## Список композиций
| №   | Название                  | Длительность |
| --- | ------------------------- | ------------ |
| 1.  | «Wheels on the Bus»       | 3:40         |
| 2.  | «Class Fight»             | 2:41         |
| 3.  | «The Principal»           | 2:56         |
| 4.  | «Show & Tell»             | 3:35         |
| 5.  | «Nurse's Office»          | 3:22         |
| 6.  | «Drama Club»              | 3:45         |
| 7.  | «Strawberry Shortcake»    | 3:04         |
| 8.  | «Lunchbox Friends»        | 2:49         |
| 9.  | «Orange Juice»            | 3:37         |
| 10. | «Detention»               | 3:56         |
| 11. | «Teacher's Pet»           | 4:01         |
| 12. | «High School Sweethearts» | 5:11         |
| 13. | «Recess»                  | 3:51         |

## Позиции в чартах
| Чарты (2019)                            | Пиковая позиция |
| --------------------------------------- | --------------- |
| Дания                                   | 14              |
| Австралия (ARIA)                        | 6               |
| Бельгия (Ultratop Flanders)             | 77              |
| Бельгия (Ultratop Wallonia)             | 149             |
| Канада (Billboard)                      | 10              |
| Нидерланды (MegaCharts)                 | 65              |
| Финляндия (Suomen virallinen lista)     | 36              |
| Ирландия (IRMA)                         | 35              |
| Италия (FIMI)                           | 18              |
| Новая Зеландия (RMNZ)                   | 21              |
| Португалия (AFP)                        | 23              |
| Шотландия (OCC)                         | 40              |
| Испания (PROMUSICAE)                    | 6               |
| Великобритания (OCC)                    | 8               |
| США (Billboard 200)                     | 3               |
| США (Top Alternative Albums (Billboard) | 1               |

## After School
After School (После Школы) — это третий EP Мелани Мартинес, который повествует о том, что произошло после окончания школы с героиней Cry Baby. После этого вышло особое Делюкс Издание прошлого её издания «k-12 After School — Deluxe Edition».
| №                   | Название            | Длительность |
| ------------------- | ------------------- | ------------ |
| 14.                 | «Notebook»          | 2:31         |
| 15.                 | «Test Me»           | 2:55         |
| 16.                 | «Brain & Heart»     | 3:23         |
| 17.                 | «Numbers»           | 4:39         |
| 18.                 | «Glued»             | 3:13         |
| 19.                 | «Field Trip»        | 3:01         |
| 20.                 | «The Bakery»        | 2:34         |
| Общая длительность: | Общая длительность: | 67:19        |